# D4 (Tsjechië)
De Dálnice 4 of D4 is een autosnelweg in Tsjechië ten zuidwesten van Praag richting Dobříš, Příbram en Písek. De autosnelweg bestaat voorlopig uit verschillende delen, de geplande lengte is 84 kilometer. De eerste delen zijn in de jaren 70 aangelegd, maar in december 2024 werd 32 kilometer tussen Příbram en Mirotice opengesteld.
D 0 ·
D 1 ·
D 2 ·
D 3 ·
D 4 ·
D 5 ·
D 6 ·
D 7 ·
D 8 ·
D 10 ·
D 11 ·
D 35 ·
D 43 ·
D 46 ·
D 48 ·
D 49 ·
D 52 ·
D 55 ·
D 56